# Miranda del Castañar
Miranda del Castañar ist ein Ort und eine westspanische Gemeinde (municipio) mit 381 Einwohnern (Stand: 2024) in der Provinz Salamanca in der Autonomen Gemeinschaft Kastilien-León. Der Ort wurde bereits im Jahr 1973 als Kulturgut (Bien de Interés Cultural) in der Kategorie Conjunto histórico-artístico eingestuft.

## Lage
Das Bergdorf Miranda del Castañar liegt etwa 500 m östlich des Río Francia auf einer Bergkuppe der Sierra de Francia am Río Quilamas in einer Höhe von ca. 650 m ü. d. M. Der Río Alagón bildet die südöstliche Grenze der Gemeinde. Bis nach Salamanca sind es ca. 77 km (Fahrtstrecke) in nordöstlicher Richtung; die sehenswerte Stadt Ciudad Rodrigo befindet sich etwa 67 km nordwestlich. Die jeweils ca. 14 km nordöstlich befindlichen Orte Valero und San Esteban de la Sierra sind ebenfalls sehenswert. Wegen der Höhenlage ist das Klima gemäßigt; Regen (ca. 475 mm/Jahr) fällt vorwiegend im Winterhalbjahr.

## Bevölkerungsentwicklung
| Jahr      | 1857  | 1900  | 1950  | 2000 | 2017 | 2018 |
| Einwohner | 1.559 | 1.667 | 1.892 | 654  | 416  | 399  |

Der deutliche Bevölkerungsrückgang seit den 1950er Jahren ist im Wesentlichen auf die Aufgabe von bäuerlichen Kleinbetrieben sowie auf die Mechanisierung der Landwirtschaft und den damit einhergehenden Verlust an Arbeitsplätzen zurückzuführen.

## Wirtschaft
Die Bevölkerung lebte jahrhundertelang als Selbstversorger von der Landwirtschaft (v. a. der Viehzucht) und der Forstwirtschaft (v. a. der Herstellung von Holzkohle); auch das Handwerk (Stellmacher, Schmied etc.) und der Kleinhandel haben eine gewisse Rolle gespielt. In der Umgebung des Ortes wurde und wird immer noch in geringem Umfang Weinbau betrieben. Seit den 1960er Jahren werden viele leerstehende Häuser als Feriendomizile (casas rurales) vermietet.

## Geschichte
Die Entstehung des Bergdorfs steht im Zusammenhang mit der Rückeroberung (reconquista) und anschließenden Wiederbesiedlung (repoblación) der während der muslimischen Dominanz entvölkerten Gegenden im Norden und im Zentrum der Iberischen Halbinsel durch die leonesischen Könige Alfons VI., Alfons VII. und Ferdinand II. im 11. und 12. Jahrhundert. Der Ort gehörte zum Besitz des Johanniterordens und wurde im 13. Jahrhundert durch Alfons IX. zum verwaltungsmäßigen Hauptort der Sierra de Francia gemacht. Im Jahr 1282 war Pedro von Kastilien, der Sohn Alfons’ X. und Infant, Grundherr (señor) mehrerer Ortschaften in der Region. Im Jahr 1457 wurde Miranda del Castañar zur Grafschaft erhoben und von König Heinrich IV. von Kastilien und León (reg. 1454–1474) an seinen treuen Gefolgsmann Diego López de Zúñiga gegeben; im 19. Jahrhundert kam es aufgrund der Eheschließung des damaligen Herzogs von Alba mit der letzten Gräfin von Miranda an das Haus Alba.

## Sehenswürdigkeiten

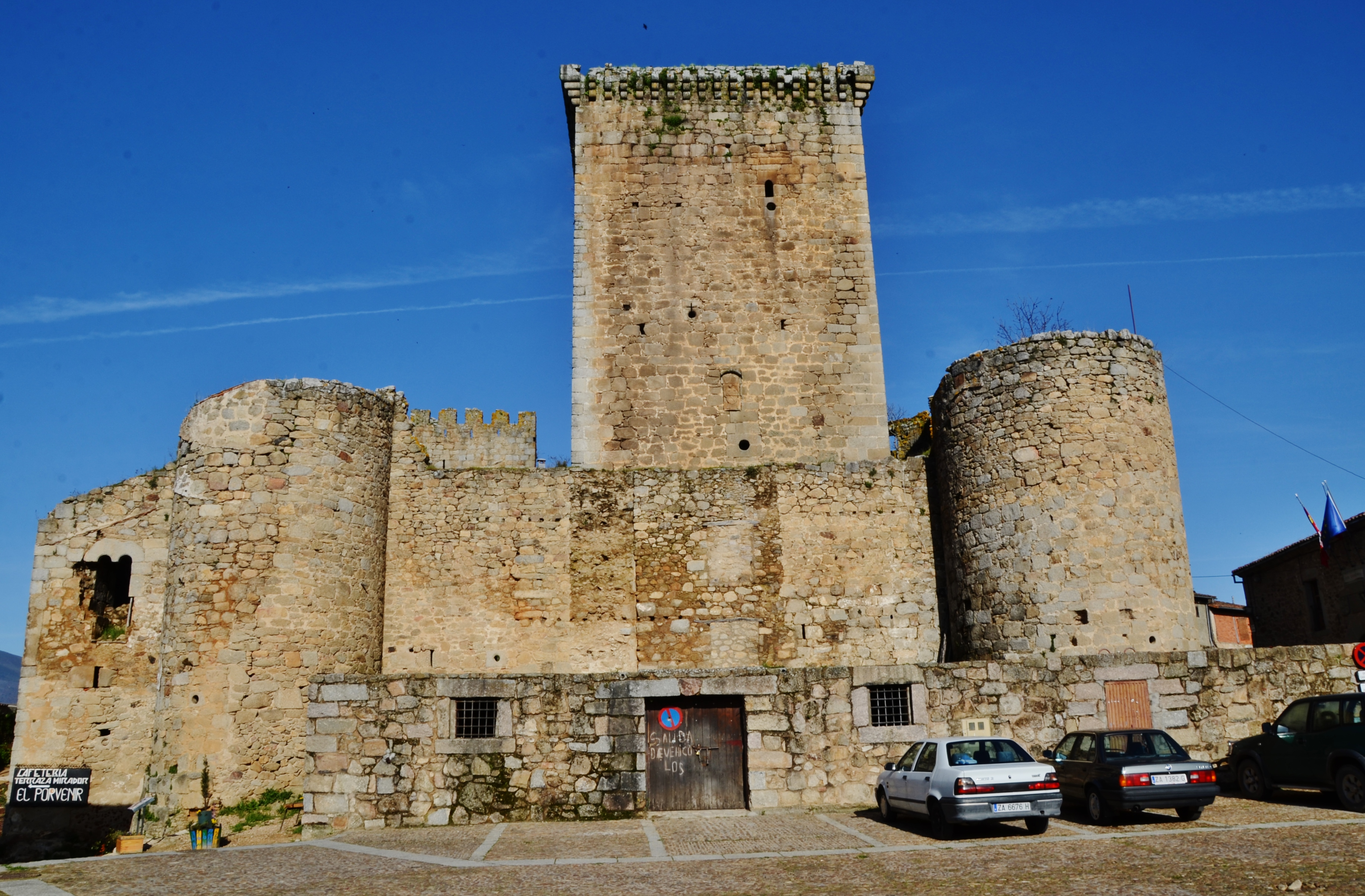
Burg (castillo)

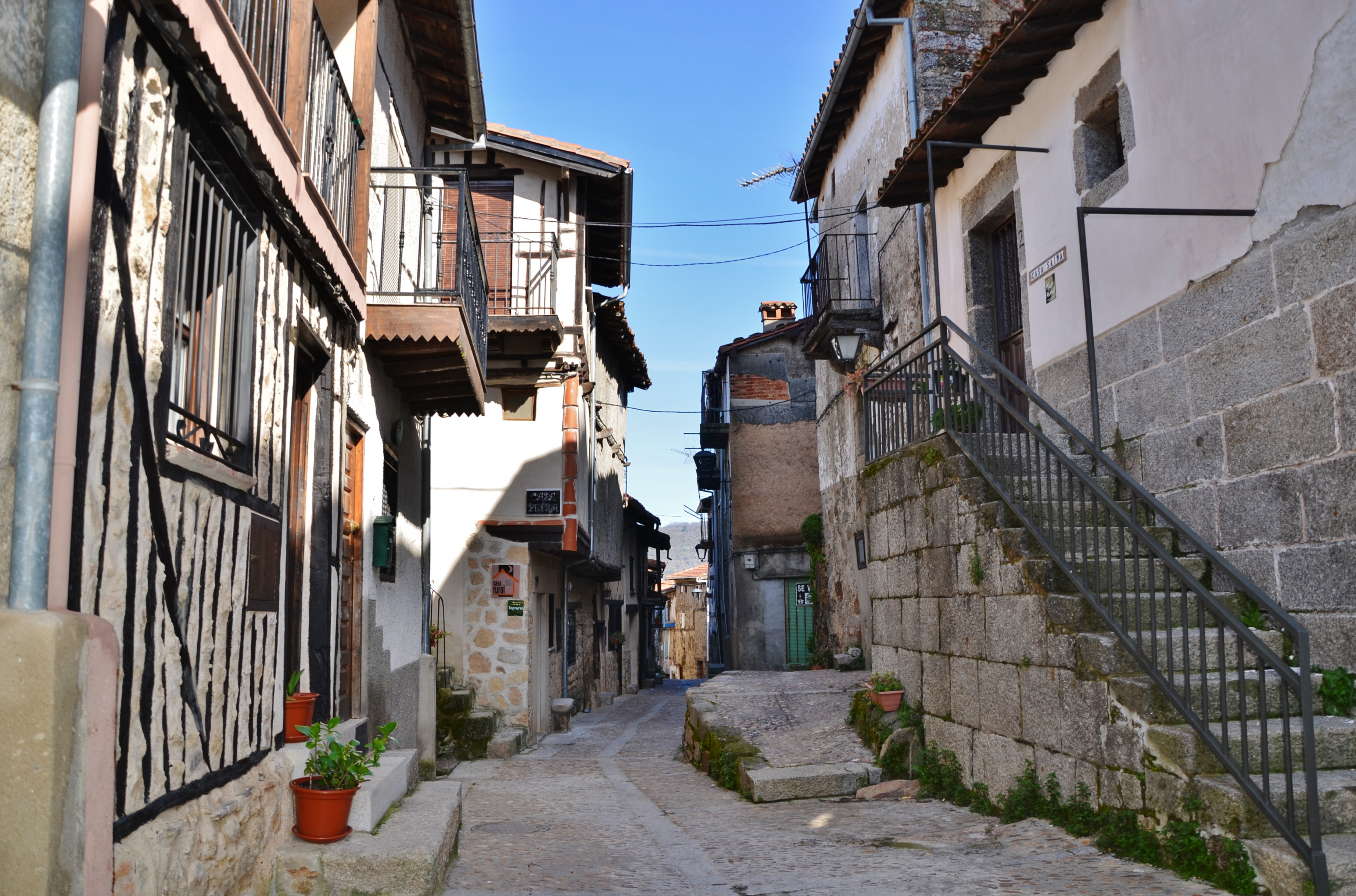
Gasse im Ort

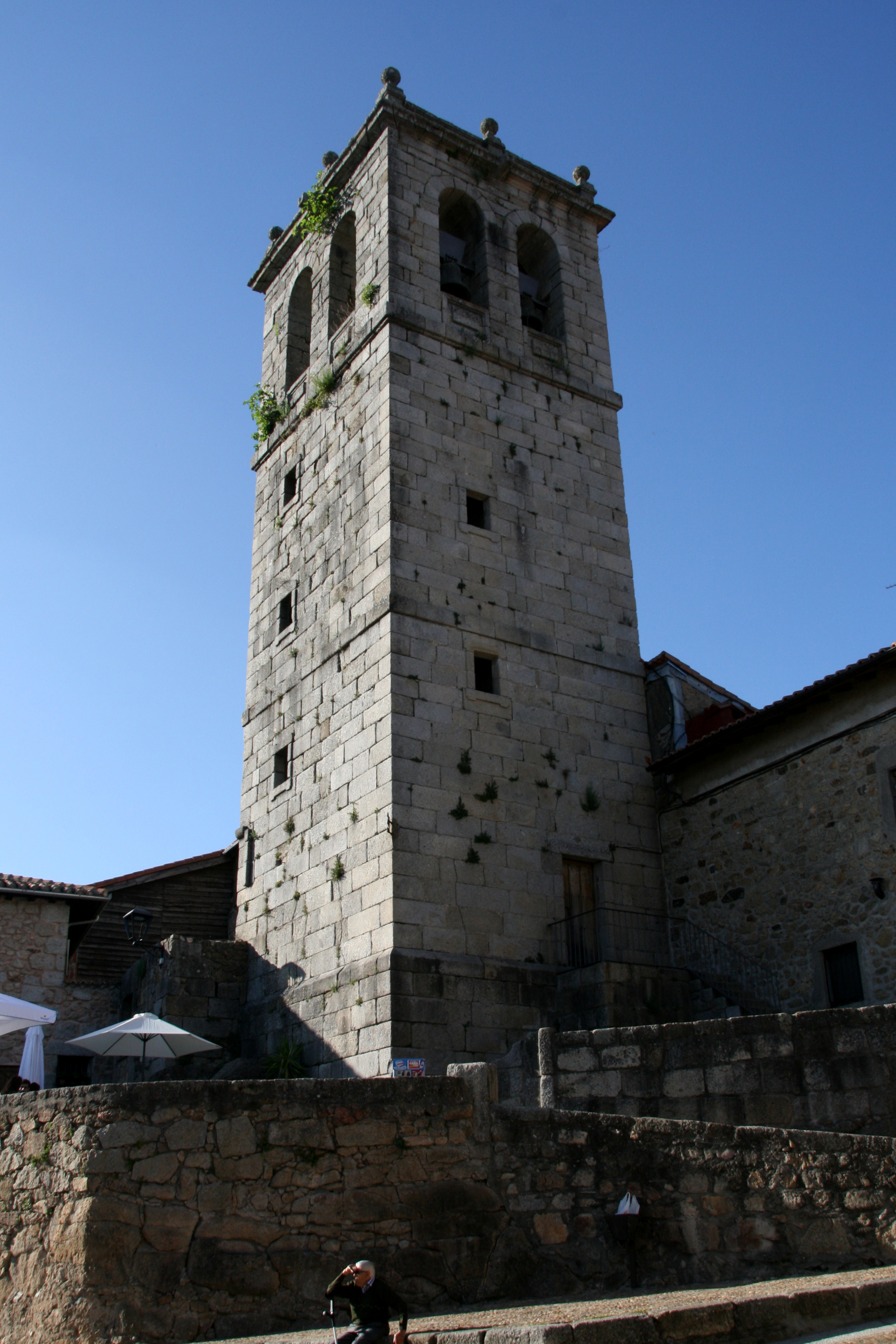
Die einschiffige Pfarrkirche

- Die bereits im 14. Jahrhundert erbaute und guterhaltene Burg von Miranda del Castañar steht am Ortsrand und wird von einem Bergfried (torre de homenaje) dominiert; sie ist von einem trapezförmigen Mauergeviert mit runden Ecktürmen umschlossen. Im 15. Jahrhundert wurde sie von den Grafen der Familie Zuñiga übernommen und ausgebaut.
- Der nahezu quadratische und von Wohnhäusern aus Bruchstein und/oder Fachwerk umstandene Platz vor der Burg gilt als eine der ältesten erhaltenen Stierkampfarenen Spaniens.
- Die mit vier Toren versehene Stadtmauer (muralla) des Ortes stammt ursprünglich wohl noch aus dem 13. Jahrhundert; sie wurde jedoch immer wieder instand gesetzt. Es ist eine von wenigen in ganz Spanien, die nahezu komplett erhalten ist.
- Die Gassen des Ortes sind ebenfalls sehenswert.
- Die einschiffige Pfarrkirche Santiago y San Ginés de Arlés stammt aus dem 15. Jahrhundert; das Innere wird von einer Artesonado-Decke überspannt. Der etwa 25 Meter hohe Glockenturm (campanar) ist mörtellos aus großen und exakt behauenen Granitblöcken gefügt. Sein einziges ‚Dekor‘ sind die leicht vorspringenden Fensterrahmungen; die Glocken sind nicht im Innern des Turmes, sondern in den acht Rundbogenöffnungen aufgehängt.

Umgebung
- In der waldreichen Umgebung des Ortes stehen mehrere Einsiedlerkirchen (ermitas).
- In der Region wurde bereits in früheren Zeiten Wein angebaut. Auf Wanderungen nach San Esteban findet man die Überreste ehemaliger Weinpressen (lagares), die in verschiedene den Boden bedeckenden Granitfelsen hineingehauen sind. Nahezu immer sind zwei Becken hintereinander angeordnet, wobei das tiefergelegene den gewonnenen Rebensaft auffing.[5][6]